# Michael Piccolruaz
Michael Piccolruaz (Bolzano, 31 de diciembre de 1995) es un deportista italiano que compite en escalada. Ganó una medalla de bronce en el Campeonato Europeo de Escalada de 2017, en la clasificación combinada.

## Palmarés internacional
| Campeonato Europeo | Campeonato Europeo | Campeonato Europeo | Campeonato Europeo |
| Año                | Lugar              | Medalla            | Prueba             |
| ------------------ | ------------------ | ------------------ | ------------------ |
| 2017               | Múnich (Alemania)  | Medalla de bronce  | Combinada          |